# Pierre-Joseph Michel
Pour les articles homonymes, voir Pierre Michel et Michel.
Pierre-Joseph Michel, né à Nessonvaux le 24 avril 1788, mort aux Waides, commune de Petit-Rechain, le 13 novembre 1854, est un botaniste belge.

## Biographie
Fils d’un modeste jardinier, Michel devint lui-même jardinier. Vers 1820, le comte Du Mortier fit la connaissance de Michel et proposa de l’accompagner dans ses voyages scientifiques. Pendant dix ans, Michel, devenu l’ami de Du Mortier, fit avec celui-ci des excursions à travers les Ardennes, Condroz, l’Eifel, le Luxembourg et la Zélande.
Plus tard, Michel créa un établissement arboricole et, à partir de 1830, il parait avoir perdu le gout de la botanique. Il s’est éteint à l’âge de 66 ans.

## Publications
- Herbier des Graminées, des Cypéracées et des Joncées, 1823, 1824 et 1825.

## Sources
- François Crépin, Guide du botaniste en Belgique, Bruxelles, Gustave Maïolez ; Paris, J.-B. Baillière et Fils, 1878, p. 233.